# Senecio usgorensis
Senecio usgorensis es una especie arbustiva de la familia Asteraceae. 

## Distribución y hábitat
Se encuentra en los Andes peruanos. Se han recogido muestras en la sierra de Piura y Áncash.

## Taxonomía
Senecio usgorensis fue descrita por José Cuatrecasas (abrev. Cuatrec.) y publicada en Nouvelles Composées de l'Amérique du Sud, Bull. Soc. Bot. France 101:244 en 1954.
Etimología
Ver: Senecio
Sinonimia
- Senecio elatus, Kunth, 1820

## Farmacología
Se han hallado los siguientes alcaloides en la planta: platifilina (C18H27NO5), N-óxido de platifilina (C18H28NO6), 13,19-epoxi senecionina (C18H23NO6), senecivernina (C18H25NO6), senecionina (C18H25NO5) y 19-acetoxi senkirkina (C21H30NO8).